# منتخب السلفادور لكرة السلة
منتخب السلفادور لكرة السلة (بالإسبانية: Selección de baloncesto de El Salvador)‏ هو ممثل السلفادور الرسمي في المنافسات الدولية في كرة السلة
.